# Трёхмерная биопечать

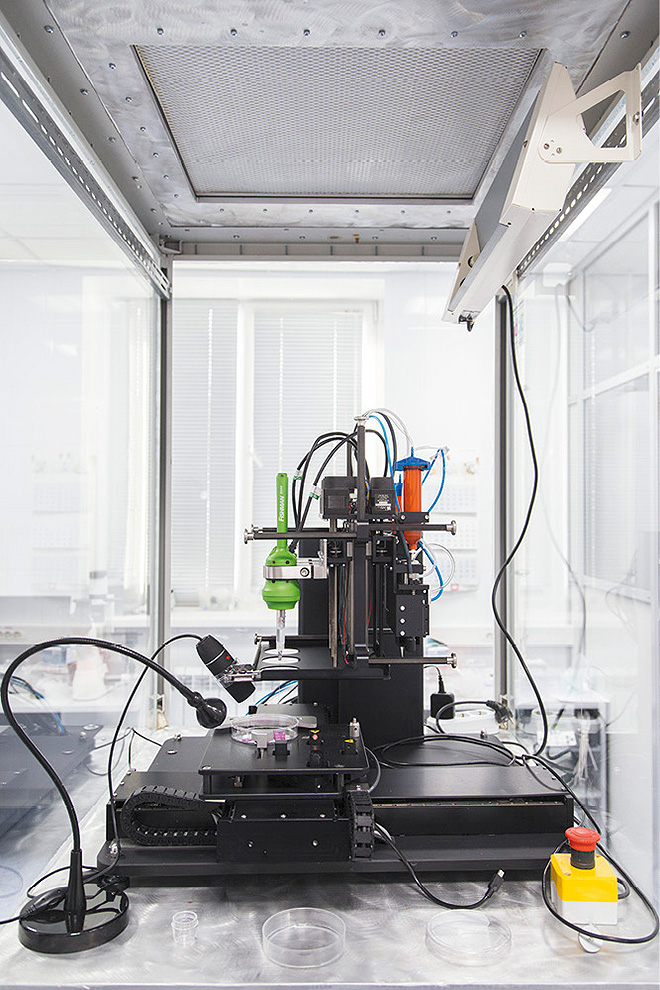
3D-биопринтер

Трёхмерная биопечать или 3D-биопечать, 3D-биопринтинг — технология создания объёмных моделей на клеточной основе с использованием 3D-печати, при которой сохраняются функции и жизнеспособность клеток. Первый патент, относящийся к этой технологии, был подан в США в 2003 году и получен в 2006 году.

## Технология
Технология 3D-биопринтинга для изготовления биологических конструкций, как правило, включает в себя размещение клеток на биосовместимой основе, с использованием послойного метода генерации трёхмерных структур биологических тканей. Поскольку ткани в организме состоят из различных типов клеток, технологии их изготовления путём 3D-биопринтинга также существенно различаются по их способности обеспечить стабильность и жизнеспособность клеток. Некоторые из методов, которые используются в 3D-биопринтинге — фотолитография, магнитный биопринтинг, стереолитография, и прямая экструзия клеток. Клеточный материал, изготовленный на биопринтере, переносится в инкубатор, где он проходит дальнейшее выращивание.

## Применение

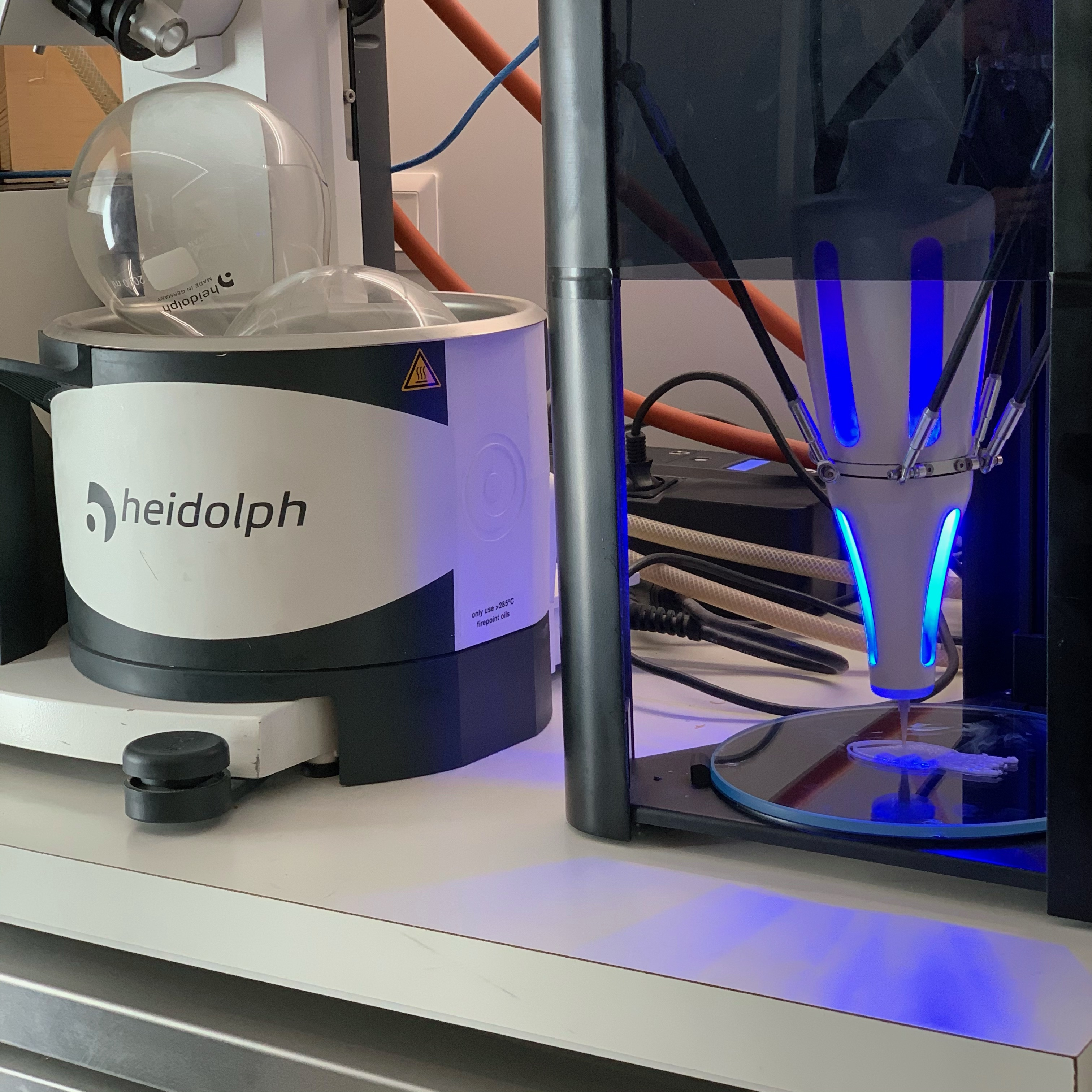
Изготовление кальмара на 3D-биопринтере в ресторане Twins Garden

Согласно экспертным оценкам, американская компания Organovo, расположенная в Сан-Диего, стала первой компанией, осуществившей коммерциализацию технологии 3D-биопринтинга. Компания использует 3D-биопринтеры NovoGen MMX Bioprinter. Используемый Organovo 3D-принтеры предназначен для изготовления тканей кожи, сердца, кровеносных сосудов и других тканей, которые могут быть пригодны для хирургии и трансплантации.
Исследовательская группа из университета Суонси в Великобритании использует технологии 3D-биопринтинга для изготовления мягких тканей и искусственных костей для возможного использования в восстановительной хирургии.
Одна из самых зрелищных демонстраций технологии 3D-биопечати прошла в 2011 году, когда на конференции TED-2011 специальный 3D-принтер напечатал макет человеческой почки прямо во время выступления американского хирурга и биоинженера Энтони Аталы.
В 2017 году в Китае детям с врождённым дефектом уха пересадили 3D-печатные уши.
В качестве  эксперимента были напечатаны кости, хрящи, сетчатка глаза, щитовидная железа.
В России частная лаборатория, работающая в области трёхмерной органной биопечати, «3Д Биопринтинг Солюшенс» объявила о результатах эксперимента по пересадке мыши напечатанного с помощью российского биопринтера FABION органного конструкта щитовидной железы. В течение нескольких последующих месяцев «конструкты прижились и доказали свою жизнеспособность». А в декабре 2018 года российским специалистам удалось получить первые результаты эксперимента по печати органов на МКС: биопринтер напечатал в невесомости конструкт щитовидной железы мыши и хрящевую ткань человека.

### Кулинария
В области гастрономии в России технологии 3D-биопринтера были использованы шеф-поварами Сергеем и Иваном Березуцкими.

## Значение
Разработка технологии 3D-биопринтинга играет большую роль в выращивании органов и разработке инновационных материалов, прежде всего биоматериалов — материалов, подготовленных и используемых для печати трёхмерных объектов. Ткани, лекарства (в перспективе — целые органы), изготавливаемые путём 3D-биопринтинга, в будущем смогут выступать в качестве заменителей «природных» человеческих органов, в некоторых случаях обладая свойствами, превосходящими природные органы. Например, изготовление альгиновой кислоты в настоящее время извлекаемой из красных водорослей и превосходящей по некоторым[каким?] параметрам природный «материал» человеческого организма, и добыча синтетических гидрогелей, в том числе гелей на основе полиэтиленгликоля.